# Pareuchaetes girardi
Pareuchaetes girardi là một loài bướm đêm thuộc phân họ Arctiinae, họ Erebidae.